# Aguirre (Familienname)
Aguirre ist ein Familienname baskischer Herkunft.

## Namensträger

### A
- Adrián Aguirre Benavides (1879–1968), mexikanischer Revolutionär und Politiker
- Agustín Aguirre y Ramos (1867–1942), mexikanischer Geistlicher, Bischof von Sinaloa
- Alejandro Maldonado Aguirre (* 1936), guatemaltekischer Jurist und Politiker
- Anthony Aguirre, theoretischer Kosmologe
- Antonio Maria Aguirre (1902–1963), spanischer Diplomat
- Armando António Ortíz Aguirre (* 1952), mexikanischer Geistlicher, Bischof von Ciudad Lázaro Cárdenas

### C
- Carlos Aguirre (Volleyballspieler) (* 1938), mexikanischer Volleyballspieler
- Carlos Aguirre (Reiter) (* 1952), mexikanischer Reiter
- Celso Aguirre Bernal (1916–1997), mexikanischer Historiker und Autor

### D
- Damaris Gabriela Aguirre (* 1977), mexikanische Gewichtheberin
- Daniel Aguirre (Fußballspieler) (* 1999), mexikanischer Fußballspieler
- Daniel Aguirre (Leichtathlet) (* 1995), kolumbianischer Leichtathlet
- David Álvarez Aguirre (* 1984), äquatorialguineischer Fußballspieler
- David Martínez De Aguirre Guinea (* 1970), spanischer Ordensgeistlicher, Koadjutorvikar von Puerto Maldonado
- Diego Aguirre (* 1965), uruguayischer Fußballspieler und -trainer
- Domingo Aguirre oder Txomin Agirre (1864–1920), baskischer Schriftsteller

### E
- Eduardo Aguirre (* 1998), mexikanischer Fußballspieler
- Eduardo Herrera Aguirre (* 1988), mexikanischer Fußballspieler
- Elfego Hernán Monzón Aguirre (1912–1981), guatemaltekischer Präsident
- Emiliano Aguirre (1925–2021), spanischer Paläontologe
- Érick Aguirre (* 1997), mexikanischer Fußballspieler
- Ernesto Aguirre (Fußballspieler) (* 1963), peruanischer Fußballspieler
- Ernesto Aguirre (Tennisspieler) (* ?), chilenischer Tennisspieler
- Esperanza Aguirre (* 1952), spanische Politikerin
- Eugenio Aguirre Benavides (1884–1915), mexikanischer Revolutionär, General und Politiker

### F
- Facundo Aguirre (* 1985), argentinischer Skirennläufer
- Felipe Aguirre Franco (* 1934), mexikanischer Geistlicher, Alterzbischof von Acapulco
- Francisca Aguirre (1930–2019), spanische Dichterin und Autorin
- Francisco Aguirre (Fußballspieler, 1908) (1908–??), paraguayischer Fußballspieler
- Francisco Aguirre (Fußballspieler, 1977) (* 1977), argentinischer Fußballspieler
- Francisco Aguirre de la Hoz (* 1943), spanischer Politiker
- Francisco de Aguirre de Meneses (1507–1581), spanischer Eroberer

### G
- Gaizka Garitano Aguirre (* 1975), spanischer Fußballspieler, siehe Gaizka Garitano
- Ginés Andrés de Aguirre, spanischer Maler
- Giorginho Aguirre (* 1993), uruguayischer Fußballspieler
- Gonzalo Aguirre (1940–2021), uruguayischer Politiker
- Gregorio María Aguirre y García (1835–1913), Erzbischof von Burgos und Toledo
- Gustavo Aguirre (* 1977), argentinischer Leichtathlet

### H
- Hernando Aguirre (* 1953), kolumbianischer Tennisspieler
- Humberto Aguirre (1908–1983), chilenischer Politiker, Abgeordneter, Senator und Minister

### I
- Ignacio Aguirre (1900–1990), mexikanischer Künstler

### J
- Javier Aguirre (* 1958), mexikanischer Fußballtrainer und Fußballspieler
- Javier Aguirre (* 1958), mexikanischer Fußballspieler und -trainer
- Jean-Michel Aguirre (* 1951), französischer Rugby-Union-Spieler
- Jeinkler Aguirre (* 1990), kubanischer Wasserspringer
- Jesús Aguirre (1902–??), mexikanischer Leichtathlet
- Jesús María Echavarría y Aguirre (1858–1954), mexikanischer Geistlicher, Bischof von Saltillo
- Joaquín Aguirre (* 1991), uruguayischer Fußballspieler
- Jorge Aguirre (Leichtathlet) (1925–2005), mexikanischer Leichtathlet
- Jorge Aguirre (Fußballspieler, 1986) (Jorge Luis Enrique Aguirre Aguirre; * 1986), peruanischer Fußballspieler
- Jorge Aguirre (Fußballspieler, 1987) (Jorge Andrés Aguirre Restrepo; * 1987), kolumbianischer Fußballspieler
- Jorge Aguirre Wardi (* 1962), argentinischer Judoka

- José Antonio Aguirre (Politiker) (1904–1960), baskischer Politiker
- Jose Antonio Aguirre (Boxer) (* 1975), mexikanischer Boxer
- José Bolivar Piedra Aguirre (* 1965), ecuadorianischer Geistlicher, Bischof von Riobamba
- José Carlos de Aguirre (1880–1973), brasilianischer Geistlicher, Bischof von Sorocaba
- José Ignacio Munilla Aguirre (* 1961), spanischer Geistlicher, Bischof von Orihuela-Alicante
- José Luis Aguirre (* 1967), spanischer Ruderer
- José María Aguirre Salaberría (1919–2009), spanischer KZ-Häftling und Zeitzeuge
- José Ramón Aguirre (* 1988), mexikanischer Radrennfahrer
- José Saenz d’Aguirre (1630–1699), spanischer Kardinal
- Juan Luis Aguirre (Juan Luis Aguirre Barco; * 1970), spanischer Ruderer
- Juan Aguirre (Tennisspieler), US-amerikanischer Tennisspieler
- Juan Aguirre (Fußballspieler), Fußballspieler und -trainer
- Juan Aguirre (Filmemacher), argentinischer Filmemacher
- Juan Aguirre y Gorozpe, römisch-katholischer Geistlicher, Bischof von Durango
- Juan Aguirre (Musiker) (* 1965), spanischer Musiker, Gitarrist der Band Amaral, siehe Amaral (Band)
- Juan de Aguirre, spanischer Baumeister
- Juan Antonio Aguirre, mexikanischer Radsportler
- Juan Bautista Aguirre (1725–1786), jesuitischer Lyriker
- Juan Pedro Aguirre (Juan Pedro Julián Aguirre y López de Anaya; 1781–1837), argentinischer Politiker und Staatspräsident
- Juan Ramón Aguirre Lanari	(1920–2017), argentinischer Politiker und Außenminister
- Juan-José Aguirre Muñoz (* 1954), spanischer Geistlicher, Bischof von Bangassou
- Juana Rosa Aguirre (Juana Rosa Aguirre Luco; 1877–1962), chilenische First Lady
- Julián Aguirre (1868–1924), argentinischer Komponist

### K
- Koldo Aguirre (Luis María Aguirre Vidaurrázaga; 1939–2019), spanischer Fußballspieler und -trainer

### L
- Lino Aguirre Garcia (1895–1975), mexikanischer Geistlicher, Bischof von Culiacán
- Lope de Aguirre (~1510–1561), spanischer Eroberer
- Luis Abilio Sebastiani Aguirre (1935–2020), peruanischer Geistlicher, Erzbischof von Ayacucho o Huamanga
- Luis Aguirre Bareryo (1911–??), argentinischer Segler
- Luis Aguirre Benavides (1886–1976), mexikanischer Revolutionär und Politiker
- Luis Aguirre Pinto (1907–1997), chilenischer Komponist
- Luis María Pérez de Onraita Aguirre (1933–2015), spanischer Geistlicher, Erzbischof von Malanje, siehe Luis María Pérez de Onraita

### M
- Magarita Aguirre (* 1925), chilenische Schriftstellerin
- Manuel Bernardo Aguirre (1908–1999), mexikanischer Ingenieur und Politiker
- Marcelino Oreja Aguirre (* 1935), spanischer Politiker
- Marcelo Aguirre (* 1993), paraguayischer Tischtennisspieler
- Marcos Aguirre (* 1984), argentinischer Fußballspieler
- María Paulina Aguirre (* 1958), ecuadorianische Juristin
- Mark Aguirre (* 1959), US-amerikanischer Basketballspieler
- Martin Aguirre (* 1967), ecuadorianischer Tennisspieler
- Martín Aguirre Gomensoro (1937–2016), uruguayischer Journalist
- Mason Aguirre (* 1987), US-amerikanischer Snowboarder
- Maximo Aguirre (1951–2020), deutsch-peruanischer Karambolagespieler
- Memo Aguirre (* 1951), chilenische Sängerin

### N
- Nataniel Aguirre (1843–1888), bolivianischer Dichter und Dramaturg

### O
- Ordan Aguirre (* 1955), venezolanischer Fußballspieler
- Oscar Laureliano Aguirre Comendador (* 1965), kubanischer Künstler
- Osmín Aguirre y Salinas (1889–1977), salvadorianischer Militär und Staatspräsident 1944/1945

### P
- Pablo Aguirre (* 1961), argentinischer Pianist und Komponist
- Pedro Aguirre Cerda (1879–1941), chilenischer Staatspräsident
- Pepe Aguirre († 1988), chilenischer Tangosänger

### R
- Raúl Gustavo Aguirre (1927–1983), argentinischer Literaturkritiker und Lyriker
- Ricardo Aguirre (Musiker) (1939–1969), venezolanischer Musiker
- Ricardo Aguirre (Tennisspieler) (* 1971), bolivianischer Tennisspieler
- Roberto Aguirre-Sacasa (* 1975), nicaraguanisch-US-amerikanischer Drehbuchautor, Fernsehproduzent und Comicautor
- Rodrigo Aguirre (* 1994), uruguayischer Fußballspieler
- Rolando Aguirre (1904–1994), argentinischer Segler
- Rosa Aguirre (* 1908), philippinische Schauspielerin
- Rubén Aguirre (1934–2016), mexikanischer Schauspieler

### S
- Salvador Aguirre (1862–1947), honduranischer Staatspräsident 1919
- Sebastián Aguirre (* 1976), uruguayischer Rugby-Union-Spieler
- Sergio Aguirre (* 1914), kubanischer Chronist
- Sofronio Aguirre Bancud (* 1948), philippinischer Ordensgeistlicher, Bischof von Cabanatuan

### U
- Unai Aguirre (* 2002), spanischer Wasserballspieler

### W
- William Aguirre (* 1962), nicaraguanischer Leichtathlet